# Zweiunddreißig
Die Zweiunddreißig (32) ist die natürliche Zahl zwischen Einunddreißig und Dreiunddreißig. Sie ist gerade.

## Mathematik
- 32 ist die fünfte Zweierpotenz 25.
- Sie ist die dritte Leylandsche Zahl, da man sie als 24 + 42 schreiben kann, sowie die neunte fröhliche Zahl.
- 32 = 11 + 22 + 33.
- 32 ist die Anzahl der mit Kristallsymmetrie verträglichen Punktgruppen im dreidimensionalen euklidischen Raum. Eine Punktgruppe ist die Menge aller Symmetrieoperationen, die einen Körper auf sich selbst abbilden. Sie werden insbesondere bei spektroskopischen Untersuchungen verwendet, um Molekülstrukturen anhand ihrer Symmetrie zu unterscheiden. 32 ist somit die Anzahl der verschiedenen Symmetrietypen von Molekülen in Kristallgittern. Für kristalline Symmetrie gibt es 230 verschiedene Typen.

## Naturwissenschaften
- Im Periodensystem der Elemente ist 32 die Ordnungszahl von Germanium.
- Der Gefrierpunkt von Wasser liegt unter Normaldruck bei 32 Grad Fahrenheit.
- Das menschliche Gebiss hat inklusive der Weisheitszähne 32 Zähne.
- Viele Prozessoren und Programme haben eine Wortbreite von 32 Bit.

## Spiel und Sport
- Das Skatblatt, das Schafkopfblatt und das klassische Quartett bestehen aus 32 Spielkarten; gleiches gilt für viele Kartenspiele, die mit Skat- oder ähnlichem Blatt gespielt werden.
- Schach hat 32 Figuren sowie 32 schwarze und 32 weiße Felder.
- Der Fußball ist traditionell aus 32 Sechs- und Fünfecken zusammengenäht. Geometrisch gesehen ist er somit ein abgeflachter Dodekaeder oder Ikosaeder, näheres unter Punktgruppe.
- Bei der Fußball-Weltmeisterschaft und vielen weiteren Sportwettbewerben nehmen 32 Mannschaften teil.

## Weiteres
- In der jüdischen Kabbala gibt es 32 Pfade zur Weisheit.
- Die buddhistische Digha-Nikaya beschreibt 32 Merkmale des Buddha.
- Die hinduistische Mudgala Purana und weitere Schriften beschreiben 32 Formen des Gottes Ganesha.
- Der Wirkstoff für ein in den 50er Jahren entwickeltes Deodorant der Firma Beiersdorf, Hexachlor-Dihydroxy-Diphenyl-Methan, dessen Name aus 32 Buchstaben besteht, inspirierte die Firma zum Markennamen 8x4.